# Lista siturilor arheologice din județul Harghita - V
Lista siturilor arheologice din județul Harghita - V conține toate siturile arheologice din județul Harghita înscrise în Repertoriul Arheologic Național (RAN) și aflate în localități al căror nume începe cu litera V. RAN este administrat de Ministerul Culturii și Patrimoniului Național și cuprinde date științifice, cartografice, topografice, imagini și planuri, precum și orice alte informații privitoare la zonele cu potențial arheologic, studiate sau nu, încă existente sau dispărute.
Puteți căuta un sit din localitățile care încep cu litera V folosind formularul de mai jos sau puteți naviga prin toate siturile din județ la Lista siturilor arheologice din județul Harghita.
| Cod RAN                               | Denumire | Localitate                       | Adresă                      | Datare                               | Descoperit | Coordonate                                    | Imagine           | Erori            |
| ------------------------------------- | --- | -------------------------------- | --------------------------- | ------------------------------------ | ---------- | --------------------------------------------- | ----------------- | ---------------- |
| 85118.01.01 (Cod LMI: HR-I-s-B-12717) | Ruinele conacului Sándor de la Văcărești / ansamblu Ruinele conacului Sándor (Categorie: construcție) (Tip: Conac)               | sat Văcărești, comuna Mihăileni  |                             | sec. XVI                             |            |                                               | Încărcați imagine | Raportați eroare |
| 83302.01.01 (Cod LMI: HR-I-s-B-12718) | Villa rustica de la Văleni - "Pârâul viilor" / ansamblu anonim (Categorie: locuire civilă) (Tip: Villa rustica)                  | sat Văleni, comuna Feliceni      | Pârâul viilor               |                                      |            |                                               | Încărcați imagine | Raportați eroare |
| 83302.01.02 (Cod LMI: HR-I-s-B-12718) | Villa rustica de la Văleni - "Pârâul viilor" / ansamblu anonim (Categorie: locuire civilă) (Tip: Necropolă de incinerație)       | sat Văleni, comuna Feliceni      | Pârâul viilor               |                                      |            |                                               | Încărcați imagine | Raportați eroare |
| 83302.02.01                           | Satul medieval de la Văleni - "Râpa Roșie" / ansamblu anonim (Categorie: locuire civilă) (Tip: sit)                              | sat Văleni, comuna Feliceni      | Râpa Roșie                  |                                      |            | 46°15′52″N 25°20′17″E / 46.26432°N 25.33799°E | Încărcați imagine | Raportați eroare |
| 83302.02.02                           | Satul medieval de la Văleni - "Râpa Roșie" / ansamblu anonim (Categorie: locuire civilă) (Tip: așezare rurală)                   | sat Văleni, comuna Feliceni      | Râpa Roșie                  |                                      |            | 46°15′52″N 25°20′17″E / 46.26432°N 25.33799°E | Încărcați imagine | Raportați eroare |
| 83302.03.01                           | Așezarea Tiszapolgár - Bodrogkéresztur de la Văleni / ansamblu anonim (Categorie: locuire civilă) (Tip: Așezare)                 | sat Văleni, comuna Feliceni      |                             | Tiszapolgár - Bodrogkéresztur        |            |                                               | Încărcați imagine | Raportați eroare |
| 83302.03.02                           | Așezarea Tiszapolgár - Bodrogkéresztur de la Văleni / ansamblu anonim (Categorie: locuire civilă) (Tip: Așezare)                 | sat Văleni, comuna Feliceni      |                             | Cucuteni - Ariușd                    |            |                                               | Încărcați imagine | Raportați eroare |
| 85118.02.01                           | Așezarea geto-dacică de la Văcărești - "Cariera de Piatră" / ansamblu anonim (Categorie: locuire civilă) (Tip: Așezare)          | sat Văcărești, comuna Mihăileni  | Cariera de Piatră           |                                      |            | 46°27′57″N 25°46′58″E / 46.46585°N 25.7827°E  | Încărcați imagine | Raportați eroare |
| 85118.02.02                           | Așezarea geto-dacică de la Văcărești - "Cariera de Piatră" / ansamblu anonim (Categorie: locuire civilă) (Tip: Așezare)          | sat Văcărești, comuna Mihăileni  | Cariera de Piatră           | geto-dacică sec. I î.Chr. - I d.Chr. |            | 46°27′57″N 25°46′58″E / 46.46585°N 25.7827°E  | Încărcați imagine | Raportați eroare |
| 85118.02.03                           | Așezarea geto-dacică de la Văcărești - "Cariera de Piatră" / ansamblu anonim (Categorie: locuire civilă) (Tip: neprecizat)       | sat Văcărești, comuna Mihăileni  | Cariera de Piatră           |                                      |            | 46°27′57″N 25°46′58″E / 46.46585°N 25.7827°E  | Încărcați imagine | Raportați eroare |
| 86213.02.01                           | Descoperiri neolitice la Vrabia / ansamblu anonim (Categorie: neprecizată) (Tip: neprecizat)                                     | sat Vrabia, comuna Tușnad        |                             |                                      |            |                                               | Încărcați imagine | Raportați eroare |
| 83758.01.01                           | Drumul roman de la Vlăhița / ansamblu anonim (Categorie: construcție) (Tip: Drum)                                                | oraș Vlăhița                     |                             |                                      |            |                                               | Încărcați imagine | Raportați eroare |
| 83758.02.01                           | Valul medieval de la Vlăhița / ansamblu anonim (Categorie: fortificație) (Tip: Val de pământ)                                    | oraș Vlăhița                     | Brazda Dracului             |                                      |            |                                               | Încărcați imagine | Raportați eroare |
| 86213.01.01                           | Așezarea dacică de la Vrabia / ansamblu anonim (Categorie: locuire civilă) (Tip: Așezare)                                        | sat Vrabia, comuna Tușnad        | Arsura Interioară           | dacică sec I a. Chr-I p. Chr         |            | 46°13′02″N 25°53′31″E / 46.21713°N 25.89183°E | Încărcați imagine | Raportați eroare |
| 85519.01.01                           | Așezarea medievală de la Vidacut - "Vatra Satului" / ansamblu anonim (Categorie: locuire civilă) (Tip: Așezare)                  | sat Vidacut, comuna Săcel        | Vatra satului               |                                      |            |                                               | Încărcați imagine | Raportați eroare |
| 85519.02.01                           | Vechiul cimitir de la Vidacut - "Biserica Reformată" / ansamblu anonim (Categorie: descoperire funerară) (Tip: Necropolă)        | sat Vidacut, comuna Săcel        | Biserica Reformată          |                                      |            | 46°20′10″N 24°53′42″E / 46.33602°N 24.89512°E | Încărcați imagine | Raportați eroare |
| 85519.03.01                           | Așezarea preistorică de la Vidacut - "Vatra Satului" / ansamblu anonim (Categorie: locuire civilă) (Tip: Așezare)                | sat Vidacut, comuna Săcel        | nr. 52, punct Vatra satului |                                      |            |                                               | Încărcați imagine | Raportați eroare |
| 85519.04.01                           | Așezarea medievală de la Vidacut - "Vatra Satului" / ansamblu anonim (Categorie: locuire civilă) (Tip: Așezare)                  | sat Vidacut, comuna Săcel        | nr.116, punct Vatra satului | sec. XV-XVII                         |            |                                               | Încărcați imagine | Raportați eroare |
| 85519.05.01                           | Așezarea preistorică de la Vidacut - "Vatra Satului" / ansamblu anonim (Categorie: locuire civilă) (Tip: Așezare)                | sat Vidacut, comuna Săcel        | nr.161, punct Vatra satului |                                      |            | 46°20′05″N 24°53′48″E / 46.33464°N 24.89654°E | Încărcați imagine | Raportați eroare |
| 85519.05.02                           | Așezarea preistorică de la Vidacut - "Vatra Satului" / ansamblu anonim (Categorie: locuire civilă) (Tip: Așezare)                | sat Vidacut, comuna Săcel        | nr.161, punct Vatra satului |                                      |            | 46°20′05″N 24°53′48″E / 46.33464°N 24.89654°E | Încărcați imagine | Raportați eroare |
| 85519.05.03                           | Așezarea preistorică de la Vidacut - "Vatra Satului" / ansamblu anonim (Categorie: locuire civilă) (Tip: Așezare)                | sat Vidacut, comuna Săcel        | nr.161, punct Vatra satului | sec. XV-XVII                         |            | 46°20′05″N 24°53′48″E / 46.33464°N 24.89654°E | Încărcați imagine | Raportați eroare |
| 85519.06.01                           | Așezarea medievală de la Vidacut - "Valea cu Case" / ansamblu anonim (Categorie: locuire civilă) (Tip: Așezare)                  | sat Vidacut, comuna Săcel        | Valea cu case               | sec.XVI-XVII                         |            | 46°20′22″N 24°54′10″E / 46.33948°N 24.90289°E | Încărcați imagine | Raportați eroare |
| 85519.07.01                           | Așezarea medievală de la Vidacut - "Csókás" / ansamblu anonim (Categorie: locuire civilă) (Tip: Așezare)                         | sat Vidacut, comuna Săcel        | Csókás                      | sec. XV-XVII                         |            |                                               | Încărcați imagine | Raportați eroare |
| 85519.08.01                           | Așezarea preistorică de la Vidacut - "Túnya" / ansamblu anonim (Categorie: locuire civilă) (Tip: Așezare)                        | sat Vidacut, comuna Săcel        | Túnya                       |                                      |            | 46°20′37″N 24°53′39″E / 46.34354°N 24.89411°E | Încărcați imagine | Raportați eroare |
| 85519.09.01                           | Așezarea de epoca bronzului de la Vidacut - "Două Șanțuri" / ansamblu anonim (Categorie: locuire civilă) (Tip: Așezare)          | sat Vidacut, comuna Săcel        | Două Șanțuri                |                                      |            |                                               | Încărcați imagine | Raportați eroare |
| 85519.10.01                           | Valul de pământ de la Vidacut - Brazda Dracului / ansamblu anonim (Categorie: fortificație) (Tip: Val de pământ)                 | sat Vidacut, comuna Săcel        |                             |                                      |            |                                               | Încărcați imagine | Raportați eroare |
| 85975.01.01                           | Tezaurul de monede și podoabe de la Valea Strâmbă - "Coasta Capelei" / ansamblu anonim (Categorie: depozit/tezaur) (Tip: tezaur) | sat Valea Strâmbă, comuna Suseni | Coasta Capelei              | sec. III - IV                        |            |                                               | Încărcați imagine | Raportați eroare |
| 86320.01.01 (Cod LMI: HR-I-s-B-12719) | Cetatea de piatră de la Vârșag - "Tartod" / ansamblu anonim (Categorie: locuire) (Tip: Cetate de piatră)                         | sat Vărșag, comuna Vărșag        | Tartod                      | sec. XI - XII                        |            | 46°31′12″N 25°19′07″E / 46.52°N 25.3187°E     | Încărcați imagine | Raportați eroare |